# Anton Dreger
Anton Dreger (* 1996 in Heidelberg) ist ein deutscher Schauspieler.

## Leben
Anton Dreger, der ursprünglich Profifußballer werden wollte, wuchs in Freiburg im Breisgau auf.
Von 2012 bis 2015 war er Mitglied in verschiedenen Jugendtheaterclubs des Theaters Freiburg, wo er erste Bühnenerfahrungen sammelte und auch in Inszenierungen des Theaters Freiburg auftrat. Außerdem war er in der freien Theaterszene und in verschiedenen Indie-Bands aktiv.
Nach dem Abitur war er 2015/16 Teilnehmer des einjährigen Projektes „TheaterTotal“ in Bochum, mit dem er im Frühjahr 2016 für drei Monate auf Tournee durch Deutschland, Österreich und die Schweiz ging.
Von September 2017 bis zum Frühjahr 2021 absolvierte er sein Schauspielstudium an der Hochschule für Musik und Theater „Felix Mendelssohn Bartholdy“ in Leipzig. Ab Herbst 2019 gehörte er zum Schauspielstudio des neuen theaters Halle. Hier arbeitete er u. a. mit den Regisseuren und Regisseurinnen Jan Jochymski, Matthias Brenner, Henriette Hörnigk und Michael von zur Mühlen. Er war in den Produktionen Peer Gynt, Cabaret sowie in dem Jugendtheaterstück Kriegerin von David Wnendt zu sehen. Im Juni 2021 wirkte Dreger in der Uraufführung des Musiktheaterwerks Im Stein, einer musikalischen Adaption des gleichnamigen Romans von Clemens Meyer, an der Oper Halle mit.
Für die Spielzeit 2021/22 war Anton Dreger am E.T.A-Hoffmann-Theater in Bamberg engagiert. Dort debütierte er unter der Regie von Sibylle Broll-Pape in der Inszenierung Reich des Todes von Rainald Goetz.
In der Spielzeit 2022/23 gastierte Dreger in der sechsstündigen Inszenierung des Broadway-Epos Das Vermächtnis am Theater Münster. In einer Kritikerumfrage der Welt am Sonntag erhielt er für seine Leistung eine Nennung als bester Nachwuchsschauspieler in Nordrhein-Westfalen.
Anton Dreger spielte außerdem in einigen Kurzfilmen mit und stand für verschiedene TV-Produktionen vor der Kamera. Im Dresdner Tatort: Unsichtbar (Erstausstrahlung: Oktober 2021) spielte er, an der Seite von Karin Hanczewski, den Polizeianwärter Maurice Malcher. In der 18. Staffel der ZDF-Serie SOKO Wismar (2021) übernahm Dreger eine dramatische Episodenhauptrolle als tatverdächtiger Bruder einer Physiotherapeutin, deren neuer Freund nach einer Scheidungsparty tot aufgefunden wird.
In der von Warner Bros. produzierten sechsteiligen Thriller-Serie Zwei Seiten des Abgrunds (Two Sides of the Abyss), deren Dreharbeiten im Februar 2022 begannen, übernahm Dreger die männliche Hauptrolle an der Seite von Anne Ratte-Polle und Lea van Acken.
Anton Dreger lebt in Berlin.

## Filmografie (Auswahl)
- 2021: Tatort: Unsichtbar (Fernsehreihe)
- 2021, 2022: SOKO Leipzig: Bis aufs Blut, Schlüssel zur Wahrheit (Fernsehserie, zwei Folgen)
- 2021: SOKO Wismar: Scheiden tut weh (Fernsehserie, eine Folge)
- 2021: Schneller als die Angst: Dämonen (Fernsehserie, eine Folge)
- 2023: Zwei Seiten des Abgrunds (Fernsehserie)
- 2024: Tatort: Letzter Ausflug Schauinsland (Fernsehreihe)
- 2024: Nachts im Paradies (Fernsehserie)
- 2024: Where’s Wanda? (Fernsehserie, sieben Folgen)
- 2025: Alpentod – Ein Bergland-Krimi: Alte Wunden (Fernsehreihe)